# ストーン (映画)
『ストーン』（Stone）は、2010年公開のアメリカ映画。

## ストーリー
デトロイトで仮釈放管理官として真面目に働き、結婚43年目の妻のマデリンを持つジャック・メイブリーは、定年を間近に控えていた。最後に担当するのは放火犯のストーンだった。
だが、反抗的な彼は真面目なジャックとは噛み合わず、仮釈放のための面談はなかなかうまく進まなかった。そこでストーンは妻のルセッタにジャックを誘惑し、こちらの味方につけるように命じる。
当初はルセッタを拒むジャックだったが、巧みな誘惑で徐々に虜にし、あるときとうとう一線を越えてしまう。すっかりルセッタに心を奪われたジャックだったが、その一方、当のストーンは自己啓発に没頭して真人間になり始めていた。

## キャスト
| 役名                               | 俳優                         | 日本語吹替 |
| ---------------------------------- | ---------------------------- | ---------- |
| ジャック・メイブリー               | ロバート・デ・ニーロ         | 小川真司   |
| ジェラルド・クリーソン（ストーン） | エドワード・ノートン         | 平田広明   |
| ルセッタ・クリーソン               | ミラ・ジョヴォヴィッチ       | 本田貴子   |
| マデリン・メイブリー               | フランセス・コンロイ         | 一柳みる   |
| ミッチ・ウォーデン刑務所長         | ピーター・ルイス             | 世古陽丸   |
| ディッカーソン                     | サンドラ・ラブ・オルドリッジ | 斉藤貴美子 |
| ジャニス                           | サラ・カムー                 | 片貝薫     |
| 司祭                               | デヴィッド・ヘンドリックス   | 玉野井直樹 |
| 若いジャック                       | エンヴェア・ジョカイ         | 青木強     |
| 若いマデリン                       | ペッパー・ビンクリー         | 斎藤楓子   |
| 店員男                             | サミー・バブルズ             | 嵜本正和   |
| 囚人                               | マーカス・セイラー           | 金光宣明   |
| 看守                               | グレッグ・トゥシャコマ       | 中田隼人   |
| 看守                               | ウォーレス・ブリッジス       | 藤吉浩二   |

## 製作
本作はアンガス・マクラクランが元々舞台劇用に書いた脚本を映画用にしたものである。
撮影は2009年5月18日にミシガン州で始まった。刑務所のシーンは本物の所内で行われた。